# Hospozín

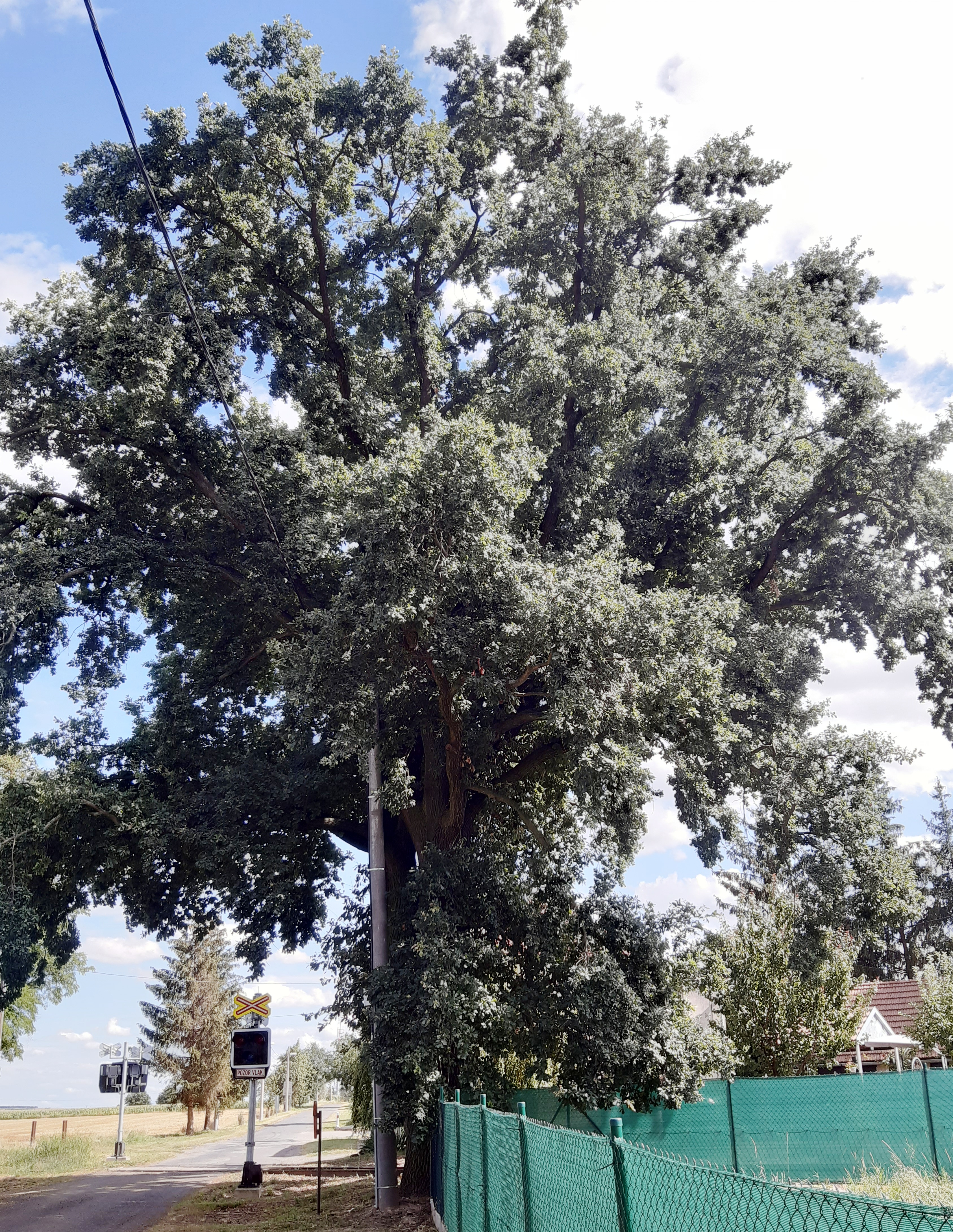
Dub Antonín památný strom

Obec Hospozín se nachází v okrese Kladno ve Středočeském kraji. Žije zde 563 obyvatel. Rozkládá se asi dvacet kilometrů severně od Kladna a dvanáct kilometrů severovýchodně od města Slaný. Součástí obce je i vesnice Hospozínek.

## Historie
Ves Hospozín se v pramenech poprvé objevuje v roce 1318 jako majetek Matěje z Hospozína. Zdejší vladykové drželi ves do poloviny 15. století. Pak se zde vystřídalo několik majitelů, až na počátku 16. století. získali Hospozín Štrouchové z Chlumku. Zdejší tvrz se v pramenech připomíná prvně až v roce 1552. V roce 1583 prodali Štrouchové Hospozín s tvrzí Benigně Hrobčické s Hrobčic a v jejím rodě zůstaly až do počátku 17. století.
V 16. století byla tvrz renesančně přestavěna. Roku 1611 koupili Hospozín Hložkové ze Žampachu a v roce 1661 Malovcové ze Žampachu a od nich pak v roce 1669 koupil statek s tvrzí Václav Chřepický z Modliškovic. Tvrz se v té době připomíná jako pustá, byla zničena za třicetileté války. Václav Chřepický z Modliškovic na počátku 17. století šlechtické sídlo obnovil a přestavbou vznikl raně barokní zámek. Koncem 17. století koupili Hospozín Clary-Aldringerové a v roce 1764 pak František Oldřich Kinský. V jeho rodě pak zůstal až do roku 1924.

### Územněsprávní začlenění
Dějiny územněsprávního začleňování zahrnují období od roku 1850 do současnosti. V chronologickém přehledu je uvedena územně administrativní příslušnost obce v roce, kdy ke změně došlo:
- 1850 země česká, kraj Praha, politický okres Slaný, soudní okres Velvary[4]
- 1855 země česká, kraj Praha, soudní okres Velvary[4]
- 1868 země česká, politický okres Slaný, soudní okres Velvary[4]
- 1913 země česká, kraj Praha, politický okres Kralupy nad Vltavou, soudní okres Velvary[5]
- 1939 země česká, Oberlandrat Mělník, politický okres Kralupy nad Vltavou, soudní okres Velvary[6]
- 1942 země česká, Oberlandrat Praha, politický okres Kralupy nad Vltavou, soudní okres Velvary[7]
- 1945 země česká, politický okres Kralupy nad Vltavou, soudní okres Velvary[8]
- 1949 Pražský kraj, okres Kralupy nad Vltavou[9]
- 1960 Středočeský kraj, okres Kladno[10]

### Rok 1932
V obci Hospozín (přísl.Paršenk, 938 obyvatel, poštovní úřad, telegrafní úřad, telefonní úřad, četnická stanice) byly v roce 1932 evidovány tyto živnosti a obchody: lékař, nákladní autodoprava, cukrovar Kinský, 2 holiči, hospodářské strojní družstvo pro Hospozín, 4 hostince, kapelník, kolář, konfekce, 2 kováři, krejčí, továrna na melasová krmiva, 3 obuvníci, pekař, obchod s lahvovým pivem, pokrývač, 6 rolníků, 3 řezníci, sedlář, skladištní družstvo, 7 obchodů se smíšeným zbožím, Městská spořitelna ve Velvarech fil., Okresní hospodářská záložna ve Velvarech (fil.), stavební družstvo, 3 trafiky, velkostatek, zahradnictví.

## Současnost
V Hospozíně najdeme Jednotu, hospodu, poštu, místní knihovnu, 2 rybníky na Vranském potoce, nově postavené multifunkční hřiště s antukovými tenisovými kurty a kostel Stětí sv. Jana s cenným oltářem.
V Hospozínku najdeme historicky cennou sýpku s rodovým erbem rodiny Kinských. Tato šlechtická rodina se v posledních letech neúspěšně pokoušela získat soudními žalobami velké množství polností v hospozínském katastru, které jim patřily před 2. světovou válkou. Majetkové nároky se jim ale nepodařilo prokázat.
Dominantu obce tvoří červený komín s bílým pruhem patřící k bývalému cukrovaru. Areál, ve kterém později vznikl podnik Potrubí, byl po několika letech renovován a nyní je na něm soukromá podnikatelská činnost pana Řeháka - kovoobrábění, výroba tlakových nádob a nádob pro fekální vozy.

## Doprava
- Silniční doprava – Obcí prochází silnice II/239 Černčice - Peruc - Hospozín - Černuc.
- Železniční doprava – Území obce protíná Železniční trať Roudnice nad Labem - Zlonice současné číslo v jízdním řádu je 095. Železniční stanice na území obce není. Nejblíže obci je železniční zastávka (jen pro osobní dopravu) Kmetiněves ve vzdálenosti 0,5 km ležící na trati 095 z Vraňan a Straškova do Zlonic. Ve vzdálenosti 7 km leží železniční stanice Zlonice (pro veškerou dopravu) ležící na téže trati a na trati 110 z Kralup nad Vltavou a Slaného do Loun.
- Autobusová doprava – V obci zastavovaly v červnu 2011 autobusové linky jedoucí do těchto cílů: Praha, Slaný, Velvary, Vraný (dopravce ČSAD Slaný, a.s.).[12]

## Osobnosti
- Narodil se zde Josef Schreyer (1841–1923), jeden z průkopníků českého záloženství.[13]
- Měl zde bydliště Emanuel Kejmar (1871–?), poslanec Národního shromáždění v letech 1931–1939.[14]